# 德雷克鎮區 (密蘇里州梅肯縣)
德雷克鎮區（英語：Drake Township）是位於美國密蘇里州梅肯縣的一個行政鎮區。

## 地方資料
德雷克鎮區的面積為81.00平方千米，當中陸地面積為80.86平方千米，而水域面積為0.13平方千米。根據2020年美國人口普查的數據，當地共有人口63人，而人口密度為每平方千米0.78人。